# Phytomyza taraxaci
Phytomyza taraxaci är en tvåvingeart som beskrevs av Friedrich Georg Hendel 1927. Phytomyza taraxaci ingår i släktet Phytomyza och familjen minerarflugor.
Artens utbredningsområde är Polen. Inga underarter finns listade i Catalogue of Life.